# ملاجئ بيمبتكا الصخرية
ملاجئ بيمبتكا الصخرية موقع أثري من العصر الحجري القديم تقع أسفل جبال فندهيان في ولاية مادهيا براديش الهندية جنوب هضبة الهند الوسطى. وتقع خمس مجموعات من الملاجئ الصخرية في عقر نتوءات ضخمة من الآجرّ فوق غابة كثيفة نسبياً، وبعض الملاجئ كانت مسكونة من قبل الإنسان المنتصب قبل أكثر من 100,000 سنة، وبعض اللوحات الصخرية من العصر الحجري تعود إلى ما يقرب من 30,000 سنة.